# Beni Faten
Les Beni Faten (de l'arabe : بنو فاتن) ou Aït Faten (en berbère : Ayt Faten) sont un ensemble de tribus berbères zénètes regroupant : Ies Koumia, les Mediouna, les Maghila, les Matghara, les Lemaia, les Sadina, les Matmata, les Melzouza, les Kechana  et les Douna.
Ces tribus sont issues de Faten, fils de Temzit, fils de Daris, fils de Zahhik, fils de Madghis El Abter. Elles tinrent un rang élevé parmi les populations berbères et se distinguèrent par de grands exploits.

## Histoire
Banu Fatan descend de Fatan Ibn Tamsit, qui est le père de la tribu Zénètes. Il n'existe pas de tribus portant le nom de Fatan, qui ne serait qu'un lien généalogique d'où sont issues différentes tribus. Celles-ci se seraient développées séparément bien avant l'arrivée des musulmans. Ils étaient Zénètes. La confédération est constituée de plusieurs fractions : les Lumya, Lamaya, Madyuna, Maghila, Malzuza, Matghara, Matmata et Sadina. Ibn Khaldoun, basé sur Sabiq Ibn Sulayman el Matmati, ajoute le Satfuna, également appelé Kumiya, Oulhassa et Marnisa, ce dernier les classe dans le groupe des Botr.  
Selon l'Encyclopédie de l'Islam, les Matghara comme les autres populations appartenant à ce groupe, étaient sans doute originaires de la Tripolitaine. Les Beni Faten comme le reste des Botr primitifs sont, à l’origine, des Berbères libyens. Mais, très tôt, ils s’étaient transportés vers l’Ouest. Selon l'historien algérien Bouziani Derradji,  la « première patrie » des tribus des Beni Faten est le Maghreb al-Aqsa, puis leurs masses se sont dispersées à travers le Maghreb central et le Maghreb al-Adna. 
Au moment de la conquête musulmane du Maghreb, les Banu Fatan occupaient la partie nord du pays orano-tlemcenien entre la Moulouya à l'ouest, le Chelif à l'est et la Méditerranée au nord,. L'immense territoire qu'elle occupait donnent une idée de son importance au début de la conquête musulmane. Ils sont entre autres les fondateurs de Nedroma et de Honaïne. Ils descendraient du roi Maghdis dans l'actuelle Medracen,. Ils participent à la grande révolte kahridjite au VIIIe siècle.
Les Faten ont fui cette région avec leurs frères les Meknassas lors de la seconde vague migratoire zénètes. Ils rencontrèrent sur leur route leurs anciens cousins; les Nefzaouas (première vague migratoire) et les attaquèrent. Ceux-ci vainqueurs rejetèrent les Nefzaouas soit dans les montagnes élevées de l'intérieur soit dans les hauts mamelons qui bordent la Méditerranée du Moulouya au Chelif. Les Beni Faten s'emparèrent des pâturages des vaincus dans les deux Maghreb pendant que les Meknassas, leurs frères et leurs compagnons de conquête prirent comme région de parcours la vallée du Moulouya.
Lors de la conquête de l’Espagne, beaucoup s’établirent au Sud de Salé. Lorsque les Beni-Toudjin et les Beni-Rached conquièrent le Maghreb central, les Mediouna furent expulsés de leurs territoires et se répandirent un peu partout. C’est là, qu’un certain nombre d’entre eux s’établirent dans le littoral de la Tamesna. Les Mediouna du pays des Chaouïa seraient donc un des restes de la grande tribu zénète des Beni-Faten .  
À la chute des Almohades, les Beni-Faten se trouvent principalement dans les montagnes au nord de Tlemcen jusqu'à la mer, et dans les montagnes voisines à l'embouchure de la Moulouïa.

## Fractions

### Kumiya
Selon Ibn al-Athîr, les Kumiya seraient venus sur le littoral des Trara vers 796, et occupaient auparavant la région portant leur ancien nom Satfura, au nord de Tunis. 
Ils sont une des plus importantes tribus du Maghreb au moyen âge. Les Kumiya, Oulhassa et Marnisa, occupaient ainsi la zone côtière d'Areshgul et des Trara. 
Actuellement, les plus célèbres représentants des Kumiya, qui occupent le Nord-ouest de l'Algérie, sont : les Banū ʿĀbid, d’où est originaire le premier calife de la dynastie almohade, Abd al-Mumin ; les Nedroma, qui donnèrent leur nom à une ville éponyme; les Saghāra représentés aujourd’hui par les Mātīla et les Banū Hūl, dont une fraction, les Masīfa, existe encore.
Les Kumiya se montrent dévoués à Abd al-Mumin qui était des leurs; ils formaient le second djund de l’armée almohade. Au XVIe siècle, ils se joignent aux Oulhassa, pour former la confédération des Trara du Nord-ouest de l’Algérie.

### Matghara
Les Matghara, tribu sœur des Matmata, étaient des sédentaires. Ibn Khaldoun mentionne qu’ils vivaient dans des cabanes faites de broussailles et situe une partie d’entre eux dans les Trara et vivaient aux côtés des Maghila. On suppose que primitivement, avant la venue de l’Islam en Afrique du Nord, ils vivaient en Tripolitaine. ils s’installent à une date inconnue dans la région de Miliana et dans la région comprise entre Fès et Taza.
Les Matghara des Trara vivaient confédérés avec les Kumiya, leur montagne était proche de Nédroma, et ils occupaient la forteresse de Tawunt, le port de Tabahrit et les environs de Jrawa. Trois éléments avaient atteint le Maghreb occidental, au moins dès le VIIIe siècle : les Matghara de Fès et du couloir de Taza, du Moyen-Atlas et des oasis du Sahara dans la région de Sijilmassa , Figuig, le Touat et Tamantit, où ils pratiquaient la culture du dattier et habitaient des ksours.
Une partie des Matghara des Trara, est citée par Ibn Khaldoun comme ayant participé à la conquête de l'Espagne par Tariq Ibn Ziyad, aux côtés des Madyûna et des Houaras situés entre la Tafna et Oran, et des Meknassas basés autour de la Moulouya. Ils adoptent la doctrine sufrite et participent à la Grande révolte berbère, dirigée par Maysara al-Matghari. Au XIVe siècle, des restes des Matghara vivaient dans le Maghreb central et l’Ifriqiya et était tributaire des différentes dynasties régnantes.

### Matmata
Les Matmata sont essentiellement des tribus sédentaires. Leurs fractions étaient nombreuses et leurs territoires étendus dans l’ensemble de l’Afrique du Nord, de fiefs Matmata existaient, de Gabès à l’est au Tamesna à l’ouest.
Au moment de la conquête musulmane, ils sont établis essentiellement dans les plateaux de Mandas. Plus tard, il se réfugient dans les montagnes de l’Ouarsenis, quand les Banu Tudjin les chassent du plateau.

### Melzouza
Les Melzouza appartiennent à la famille de Ḍarīsa qui demeurait, selon toute vraisemblance, en Tripolitaine.